# Gabriel Parés
Gabriel Parés (París, 1860 - 1934) fou un compositor francès.
Estudià en el Conservatori de París i el 1883 va ser nomenat músic major d'un regiment d'infanteria. Des del 1893 dirigí la banda de la Guàrdia republicana.
Entre les seves obres hi figuren nombroses peces per a orquestra i banda, les òperes còmiques Le secret de maitre Cornille, Les deux financées, i L'homme aux serenades; diverses adaptacions musicals, com L'araguée des jardins, sobre una poesia de Clovis Hugues: Le vieux zouave, de León Sazie; Concert d'eté, d'Edmond Sirieude; comentaris musicals a Le timide poète, d'Henri Bornecque i Jubin: balls escènics...
El 1910, i juntament amb Simon Siné, posà música a la cantata catalana ¡Visca Rossello!, amb lletra de l'Ermità de Cabrenç (Emili Boix).
A més se li deuen: Traité d'instrumentation et d'orchestration à l'usage des musiques d'harmonie et de fanfare, Cours d'ensemble instrumental i Mètodes elementals per a tots els instruments.